# Wolfgang Soergel
Wolfgang Soergel (Genebra, 12 de junho de 1962) é um matemático alemão, que trabalha com geometria e teoria de representação.

## Vida e obra
Filho do físico Volker Soergel e neto do paleontólogo Wolfgang Soergel. Passou a juventude em Heidelberg, onde obteve o abitur em 1980 no Kurfürst-Friedrich-Gymnasium. Estudou matemática e física em Genebra e Bona, onde obteve um doutorado na Universidade de Hamburgo em 1988, orientado por Jens Carsten Jantzen, com a tese Universelle versus relative Einhüllende: Eine geometrische Untersuchung von Quotienten von universellen Einhüllenden halbeinfacher Lie-Algebren. Após um período como investigador em Berkeley, Harvard e no Instituto de Tecnologia de Massachusetts, obteve em 1991 a habilitação em Bonn. Em 1994 foi chamado para a Universidade de Freiburg.
Foi palestrante convidado do Congresso Internacional de Matemáticos em Zurique (1994). Desde 2008 que é membro da Academia de Ciências de Heidelberg.. Dentre seus alunos de doutoramento constam, dentre outros, Peter Fiebig, Catharina Stroppel e Geordie Williamson.

## Publicações selecionadas
- Langlands' Philosophy and Koszul Duality, in: Proceedings of NATO ASI 2000 in Constanta, Algebra-Representation Theory, Roggenkamp and Stefanescu (eds.), Kluwer 2001, p. 379–414.
- mit Alexander Beilinson, Victor Ginzburg: Koszul duality patterns in representation theory, JAMS 9, p. 473–527 (1996)
- Gradings on Representation Categories, 800-806, in: Proceedings of the ICM94 in Zürich, Birkhäuser (1995)
- com Henning Haahr Andersen, J.C. Jantzen: Representations of quantum groups at a p'th root of unity and of restricted Lie algebras in characteristic p: Independence of p, Astérisque 220 (1994), p. 1–320
- Kategorie 𝓞, perverse Garben, und Moduln über den Koinvarianten zur Weylgruppe, Journal of the AMS 3, p. 421–445 (1990)